# Yukio Kagayama
Yukio Kagayama (加賀山就臣?, Kagayama Yukio; Yokohama, 7 maggio 1974) è un pilota motociclistico giapponese.

## Carriera
Pilota e collaudatore della Suzuki sia per il motomondiale che per il mondiale Superbike, partecipa, fra il 1997 ed il 2004, ad alcune gare in 250, 500, mondiale Superbike e MotoGP come wildcard.
Come quasi tutti i piloti professionistici giapponesi partecipa annualmente alla 8 ore di Suzuka, iniziando nel 1995 in coppia con Herve Moineau nel team Lucky Strike Suzuki con la GSXR750 concludendo quarantaquattresimi con 37 giri di ritardo dai vincitori. Partecipa nuovamente alla 8 ore di Suzuka nel 2000, in coppia con Atsushi Watanabe sempre con la GSX-R750 del Team Suzuki, qualificandosi in settima posizione ed arrivando ventiduesimi a 17 giri di ritardo. Nel 2001, alternandosi alla guida con Akira Ryō e Atsushi Watanabe, portano al terzo gradino del podio il Team Suzuki. Ritiratosi nel 2002 e nel 2003 in coppia il primo anno con Akira Ryō ed il secondo con Atsushi Watanabe nel 2004 porta al secondo posto la GSX-R1000 del team Yoshimura Suzuki Jomo with Srixon sempre insieme a Atsushi Watanabe.
Nel 2005 partecipa per la prima volta ad una competizione mondiale a tempo pieno firmando, sotto indicazione della Suzuki stessa, un contratto con il team Alstare Suzuki Corona Extra per guidare una Suzuki GSXR1000 K5 ufficiale. Ottiene subito ottimi risultati vincendo anche la seconda gara della prova inaugurale sul circuito di Losail, realizza in totale 8 podi, posizionandosi quinto nel mondiale piloti con 252 punti, contribuendo al titolo costruttori della Suzuki.
Confermato nel 2006 con la stessa squadra, ottiene tre vittorie e 5 podi complessivi ma peggiora i riscontri della stagione precedente fermandosi al settimo posto della classifica mondiale con 211 punti. Il 3 novembre dello stesso anno, terminati gli impegni mondiali, partecipa all'ultima prova del campionato giapponese di Superbike sul circuito di Suzuka con una GSX-R1000 K6 del team YK Suzuki with Bright Logic, posizionandosi quinto nella griglia di partenza e vincendo la gara davanti al connazionale Kōsuke Akiyoshi.
Ancora in sella alla GSX-R1000 K7 del team Alstare Suzuki Corona Extra nella stagione 2007, racimola due terzi posti in gara come risultati di rilievo e, a causa di molti infortuni, salta alcune gare concludendo tredicesimo in campionato con 116 punti. Nello stesso anno vince la 8 ore di Suzuka in coppia con Kōsuke Akiyoshi nel team Yoshimura Suzuki with Jomo 34.
Nel 2008 è per il quarto anno nel mondiale superbike sempre con il team Suzuki Alstare, ma non è protagonista di una stagione positiva, infatti non ottiene piazzamenti a podio risultando undicesimo nella graduatoria piloti con 154 punti.
Continua nel mondiale per derivate dalla serie anche nel 2009 sempre con la GSX-R1000 K9 del team Suzuki Alstare Brux. Inizia bene il campionato, chiudendo terzo la gara inaugurale a Phillip Island ma resta questo il suo unico piazzamento di rilievo, termina dodicesimo il mondiale con 128 punti, non riuscendo ad uscire dalla mediocrità di prestazioni della stagione precedente.
Nel 2010, stante le difficoltà nel trovare risultati nel mondiale, si sposta nel campionato britannico Superbike, categoria dove aveva già corso nel 2003 e nel 2004 raccogliendo buoni risultati. Questa annata però ricalca le ultime stagioni nel mondiale, infatti ottiene solo un podio in stagione ma è vittima di molti problemi fisici che non gli consentono di correre molte gare.
A marzo 2022, all'età di 47 anni, annuncia il ritiro dalle competizioni come pilota professionista.

## Risultati in gara

### Motomondiale
| 1997 | Classe | Moto   |  |   |  |  |  |  |  |  |  |  |  |  |  |  |  |  | Punti | Pos. |
| ---- | ------ | ------ |  | - |  |  |  |  |  |  |  |  |  |  |  |  |  |  | ----- | ---- |
| 1997 | 250    | Suzuki |  | 6 |  |  |  |  |  |  |  |  |  |  |  |  |  |  | 10    | 26º  |

| 1997 | Classe | Moto   |  |  |  |  |  |  |  |  |  |  |  |  |  |  |   |  | Punti | Pos. |
| ---- | ------ | ------ |  |  |  |  |  |  |  |  |  |  |  |  |  |  | - |  | ----- | ---- |
| 1997 | 500    | Suzuki |  |  |  |  |  |  |  |  |  |  |  |  |  |  | 7 |  | 9     | 24º  |

| 1998 | Classe | Moto   |   |  |  |  |  |  |  |  |  |  |  |  |  |  |  |  | Punti | Pos. |
| ---- | ------ | ------ | - |  |  |  |  |  |  |  |  |  |  |  |  |  |  |  | ----- | ---- |
| 1998 | 250    | Suzuki | 6 |  |  |  |  |  |  |  |  |  |  |  |  |  |  |  | 10    | 26º  |

| 1998 | Classe | Moto   |  |   |    |    |    |  |  |  |  |  |  |  |  |  |  |  | Punti | Pos. |
| ---- | ------ | ------ |  | - | -- | -- | -- |  |  |  |  |  |  |  |  |  |  |  | ----- | ---- |
| 1998 | 500    | Suzuki |  | 6 | 19 | 17 | NP |  |  |  |  |  |  |  |  |  |  |  | 10    | 22º  |

| 1999 | Classe | Moto   |    |    |  |     |  |  |  |  |  |  |  |  |  |  |  |  | Punti | Pos. |
| ---- | ------ | ------ | -- | -- |  | --- |  |  |  |  |  |  |  |  |  |  |  |  | ----- | ---- |
| 1999 | 500    | Suzuki | 11 | 12 |  | Rit |  |  |  |  |  |  |  |  |  |  |  |  | 9     | 22º  |

| 2001 | Classe | Moto   |  |  |  |  |  |  |  |  |  |  |  |  |    |  |  |  | Punti | Pos. |
| ---- | ------ | ------ |  |  |  |  |  |  |  |  |  |  |  |  | -- |  |  |  | ----- | ---- |
| 2001 | 500    | Suzuki |  |  |  |  |  |  |  |  |  |  |  |  | 10 |  |  |  | 6     | 21º  |

| 2002 | Classe | Moto   |  |  |  |  |  |  |  |  |     |  |  |  |  |  |  |  | Punti | Pos. |
| ---- | ------ | ------ |  |  |  |  |  |  |  |  | --- |  |  |  |  |  |  |  | ----- | ---- |
| 2002 | MotoGP | Suzuki |  |  |  |  |  |  |  |  | Rit |  |  |  |  |  |  |  | 0     |      |

| 2003 | Classe | Moto   |  |  |  |  |  |  |     |    |  |  |  |  |  |  |  |  | Punti | Pos. |
| ---- | ------ | ------ |  |  |  |  |  |  | --- | -- |  |  |  |  |  |  |  |  | ----- | ---- |
| 2003 | MotoGP | Suzuki |  |  |  |  |  |  | Rit | 12 |  |  |  |  |  |  |  |  | 4     | 25º  |

| 2004 | Classe | Moto   |  |  |  |  |  |  |  |  |  |  |  |  |    |    |  |  | Punti | Pos. |
| ---- | ------ | ------ |  |  |  |  |  |  |  |  |  |  |  |  | -- | -- |  |  | ----- | ---- |
| 2004 | MotoGP | Suzuki |  |  |  |  |  |  |  |  |  |  |  |  | 11 | 14 |  |  | 7     | 23º  |

| Legenda | 1º posto        | 2º posto            | 3º posto            | A punti      | Senza punti        | Grassetto – Pole position Corsivo – Giro più veloce |
| Legenda | Gara non valida | Non qual./Non part. | Ritirato/Non class. | Squalificato | '-' Dato non disp. | Grassetto – Pole position Corsivo – Giro più veloce |

### Campionato mondiale Superbike
| 2001 | Moto   |  |  |  |  |  |  |     |    |  |  |  |  |  |  |  |  |  |  |  |  |  |  |  |  |  |  |  |  | Punti | Pos. |
| ---- | ------ |  |  |  |  |  |  | --- | -- |  |  |  |  |  |  |  |  |  |  |  |  |  |  |  |  |  |  |  |  | ----- | ---- |
| 2001 | Suzuki |  |  |  |  |  |  | Rit | 10 |  |  |  |  |  |  |  |  |  |  |  |  |  |  |  |  |  |  |  |  | 6     | 37º  |

| 2003 | Moto   |  |  |  |  |  |  |  |  |  |  |   |   |  |  |  |  |    |   |  |  |  |  |  |  |  |  |  |  | Punti | Pos. |
| ---- | ------ |  |  |  |  |  |  |  |  |  |  | - | - |  |  |  |  | -- | - |  |  |  |  |  |  |  |  |  |  | ----- | ---- |
| 2003 | Suzuki |  |  |  |  |  |  |  |  |  |  | 5 | 5 |  |  |  |  | 10 | 9 |  |  |  |  |  |  |  |  |  |  | 35    | 20º  |

| 2005 | Moto   |   |   |   |   |   |   |   |     |    |   |     |    |    |    |   |   |   |    |   |   |    |    |   |   |  |  |  |  | Punti | Pos. |
| ---- | ------ | - | - | - | - | - | - | - | --- | -- | - | --- | -- | -- | -- | - | - | - | -- | - | - | -- | -- | - | - |  |  |  |  | ----- | ---- |
| 2005 | Suzuki | 2 | 1 | 2 | 2 | 3 | 7 | 2 | Rit | 11 | 7 | Rit | 12 | 11 | 11 | 9 | 9 | 6 | 11 | 5 | 4 | 15 | AN | 2 | 2 |  |  |  |  | 252   | 5º   |

| 2006 | Moto   |     |     |    |   |   |     |     |     |    |    |   |   |   |   |   |   |     |   |   |   |     |   |   |   |  |  |  |  | Punti | Pos. |
| ---- | ------ | --- | --- | -- | - | - | --- | --- | --- | -- | -- | - | - | - | - | - | - | --- | - | - | - | --- | - | - | - |  |  |  |  | ----- | ---- |
| 2006 | Suzuki | Rit | Rit | 12 | 6 | 6 | Rit | Rit | Rit | 14 | 13 | 3 | 5 | 1 | 1 | 5 | 7 | Rit | 4 | 1 | 4 | Rit | 3 | 5 | 9 |  |  |  |  | 211   | 7º   |

| 2007 | Moto   |   |   |     |     |     |     |    |    |   |    |   |   |     |    |   |   |   |     |     |   |    |    |  |  |  |  |  |  | Punti | Pos. |
| ---- | ------ | - | - | --- | --- | --- | --- | -- | -- | - | -- | - | - | --- | -- | - | - | - | --- | --- | - | -- | -- |  |  |  |  |  |  | ----- | ---- |
| 2007 | Suzuki | 4 | 6 | Inf | Inf | Inf | Inf | 15 | 13 | 7 | 11 | 6 | 7 | Rit | AN | 3 | 4 | 3 | Rit | Rit | 5 | NP | NP |  |  |  |  |  |  | 116   | 13º  |

| 2008 | Moto   |   |     |     |     |     |   |   |   |   |     |   |   |    |     |    |    |   |   |   |    |   |    |   |   |   |   |    |    | Punti | Pos. |
| ---- | ------ | - | --- | --- | --- | --- | - | - | - | - | --- | - | - | -- | --- | -- | -- | - | - | - | -- | - | -- | - | - | - | - | -- | -- | ----- | ---- |
| 2008 | Suzuki | 8 | Rit | Inf | Inf | Rit | 6 | 4 | 6 | 4 | Rit | 8 | 5 | NP | Inf | 11 | 12 | 9 | 9 | 4 | 25 | 5 | 19 | 9 | 7 | 8 | 7 | 15 | 23 | 154   | 11º  |

| 2009 | Moto   |   |   |    |    |   |     |     |    |   |    |   |   |    |    |   |    |    |    |    |     |    |    |    |     |   |   |     |    | Punti | Pos. |
| ---- | ------ | - | - | -- | -- | - | --- | --- | -- | - | -- | - | - | -- | -- | - | -- | -- | -- | -- | --- | -- | -- | -- | --- | - | - | --- | -- | ----- | ---- |
| 2009 | Suzuki | 3 | 8 | 22 | 15 | 6 | Rit | Rit | 12 | 4 | 17 | 8 | 8 | 12 | 12 | 6 | 11 | 17 | 13 | 14 | Rit | 15 | 10 | 15 | Rit | 7 | 6 | Rit | 11 | 128   | 12º  |

| Legenda | 1º posto        | 2º posto            | 3º posto           | A punti      | Senza punti        | Grassetto – Pole position Corsivo – Giro più veloce |
| Legenda | Gara non valida | Non qual./Non part. | Ritirato/Non class | Squalificato | '-' Dato non disp. | Grassetto – Pole position Corsivo – Giro più veloce |